# Список зулуських королів
У цій статті перераховано зулуських монархів, у тому числі вождів і королів зулуської королівської родини від їх найдавнішої відомої історії до теперішнього часу.

## Дозулуський
Родовід зулуських королів простягається аж до Лузумани, який, як вважається, жив ще в XVI столітті. Лузумана є дитиною Нгоні, але подробиці про нього невідомі.
- БабаКоСНдлову
- НкосінКулу
- Мнгуні каНкосінКулу
- Лузумана каМнгуні
- Маландела каЛузумана

## Вожді зулусів (прибл.1700—1818)
Коли Маландела помер, він розділив королівство на два клани, Квабе та Зулу.
- Зулу I каМаландела (прибл. 1627 — прибл. 1709), засновник клану[2]
- Нкосінкулу каЗулу I
- Нтомбела каНкосінкулу
- Зулу II каНтомбела
- Ґумеде каЗулу
- Пхунґа каҐумеде (прибл. 1657 — прибл. 1727)[2]
- Маґеба каҐумеде (прибл. 1667 — прибл. 1745), син Гумеде, вождь прибл. 1727 до прибл. 1745 рік
- Ндаба каМаґеба, син Магеби, вождь прибл. 1745—1763
- Джама каНдаба (прибл. 1727—1781), син Ндаби, вождь 1763—1781 рр.
  - Мкабаї каДжама (прибл. 1750—1843), донька Джами, регентка 1781—1787 (до повноліття Сензангахони)
- Сензанґахона каДжама (прибл. 1762—1816), син Джами, вождь 1787—1816 рр.
- Сіґуджана каСензанґахона, син Сензангахони, вождь прибл. 1816 рік
- Шака каСензанґагона (1787—1828), син Сензанґагони, головний прибл. 1816—1818

## Королі зулусів (прибл.1818–сьогодення)
Після смерті Дінгісвайо від рук Звіде, короля Ндвандве, приблизно в 1818 році, Шака взяв на себе керівництво залишками верховної влади Мтетва, таким чином ставши королем.
Зулуське королівство (незалежне, 1816—1879)
| Портрет | Ім'я                               | Роки життя                                      | Правління                       | Титул / Примітки                        | Династія                    |
| ------- | ---------------------------------- | ----------------------------------------------- | ------------------------------- | --------------------------------------- | --------------------------- |
|         | 'Шака каСензанґагона'              | прибл. липня 1787 — 22 сересня 1828 (у віці 41) | 1816 — 22 вересня 1828          | Зведений брат Сіґуджана каСендзанґахона | Зулуська королівська родина |
|         | 'Дінгаан каСензанґахона'           | прибл. 1795 — 29 січня 1840 (у віці 44–45)      | листопад 1828 — 29 січня 1840   | Зведений брат Шака каСенсанґахона       | Зулуська королівська родина |
|         | 'Мпанде каСензанґахона'            | 1798 — 18 жовтня 1872 (у віці 73–74)            | 10 лютого 1840 — 18 жовтня 1872 | Зведений брат Дінгаана каСензанґахона   | Зулуська королівська родина |
|         | 'Кечвайо каМпанде' (1-е правління) | 1834 — 8 лютого 1884 (у віці 49–50)             | 18 жовтня 1872 — 28 серпня 1879 | Син Мпанде каСензанґахони               | Зулуська королівська родина |

Зулуленд (залежність, 1883–тепер)
| Портрет           | Ім'я                               | Роки життя                                       | Правління                         | Титул / Примітки                  | Династія                    |
| ----------------- | ---------------------------------- | ------------------------------------------------ | --------------------------------- | --------------------------------- | --------------------------- |
|                   | 'Кечвайо каМпанде' (2-е правління) | 1834 — 8 лютого 1884 (у віці 49–50)              | 29 січня 1883 — 8 лютого 1884     | Син Мпанде каСензанґахони         | Зулуська королівська родина |
|                   | 'Дінузулу каКетшвайо'              | 1868 — 18 жовтня 1913 (у віці 44–45)             | 21 травня 1884 — 18 жовтня 1913   | Син Кечвайо каМпанди              | Зулуська королівська родина |
|                   | 'Соломон каДінузулу'               | 1891 — 4 березня 1933 (у віці 41–42)             | 1 листопада 1913 — 4 березня 1933 | Син Дінузулу каКетшвайо           | Зулуська королівська родина |
|                   | 'Кіпріан Бекузулу каСоломон'       | 4 серпня 1924 — 17 вересня 1968 (у віці 44 роки) | 27 серпня 1948 — 17 вересня 1968  | Син Соломона каДінузулу           | Зулуська королівська родина |
|                   | 'Ґудвілл Звелітіні каБекузулу'     | 14 липня 1948 — 12 березня 2021 (у віці 72 роки) | 17 вересня 1968 — 12 березня 2021 | Син Кіпріана Бекузулу каСоломона  | Зулуська королівська родина |
| [[File:\|60px\|]] | 'Місузулу Зулу каЗвелітіні'        | 23 вересня 1974 (50 років)                       | 7 травня 2021 — на посаді         | Син Ґудвілла Звелітіні каБекузулу | Зулуська королівська родина |